# Astragalus pseudotauricola
Astragalus pseudotauricola är en ärtväxtart som först beskrevs av Jiří Ponert, och fick sitt nu gällande namn av Dieter Podlech. Astragalus pseudotauricola ingår i släktet vedlar, och familjen ärtväxter. Inga underarter finns listade i Catalogue of Life.